# Добро пожаловать в рай! 2: Риф
«Добро пожаловать в рай! 2: Риф» (англ. Into the Blue 2: The Reef) — американский боевик и продолжение фильма «Добро пожаловать в рай!». Фильм снят режиссёром, Стивеном Хереком, и вышел на DVD 21 апреля 2009 года.

## Сюжет
Действие фильма разворачивается в Гонолулу, Гавайи, США. Незнакомец сбрасывает большие контейнеры в океан, а затем идёт на встречу с несколькими мужчинами в костюмах, ожидая получить деньги. Но из-за того, что он сбросил контейнеры и изменил график доставки этих контейнеров клиенту, он погиб.
Затем сюжет фокусируется на Себастьяне и его жене Дэни, которые занимаются дайвингом. Пара владеет бизнесом по подводному плаванию, который сдаёт в аренду оборудование для клиентов. Себастьян не хочет посвящать всю свою жизнь этой работе.
Он занимается поиском сокровищ в океане, больше всего его интересует испанский корабль Сан-Кристобаль, который затонул где-то около Северного рифа с большим сокровищем. Он верит, что находка улучшит их с Дэни материальное положение. Во время работы их навещают Карлтон (Дэвид Андерс) и Азра (Марша Томасон), пара, которая хочет нанять их на неделю для дайвинга на Северном рифе и также занимается поисками Сан-Кристобаля. Себастьян уже несколько лет пытается найти его, но у Карлтона есть карта, которая может привести их к сокровищу. Себастьян и Дэни соглашаются помочь этой паре. Группа отправляется в различные подводные экспедиции, чтобы найти сокровище.
Друзья наслаждаются пляжем. Дэни, Кими, Себастьян и Мейс участвуют в отдельных соревнованиях по пляжному волейболу. 
Один из клиентов набрасывается на женщин и хватает за руку Азру, которая успевает быстро схватить его за голову. Это стало первым тревожным сигналом для Дэни, которая становится подозрительной.
На следующий день становится ясно, что Карлтон не собирается искать Сан-Кристобаль. На самом деле он помогает крупным клиентам переправлять сокровища в другие места. И Карлтон, и Азра говорят Себастьяну и Дэни, что если те помогут им найти два контейнера, то заработают 500 000 долларов. Если Карлтон не найдет контейнеры в течение недели, их убьют. Причина, по которой он готов заплатить им много денег, является неким извинением за вовлечение Себастьяна и Дэни в опасную игру.
Себастьян и Дэни вынуждены помочь Карлтону и Азре найти два контейнера, но пока они находятся в море, Эйвери замечает это и начинает искать то, что они ищут. Дэни убеждает Себастьяна посмотреть, что находится в этих контейнерах и почему их жизни находятся под угрозой. 
Поздно ночью они вдвоем выходят в море, чтобы нырнуть и посмотреть что находится в контейнерах. То, что они находят в контейнерах — не сокровище, а бомба. Когда они возвращаются их встречают Карлтон и Азра, которые прятались в своей лодке и теперь готовы убить их. Карлтон говорит им, что в первом контейнере находится корпус, а во втором — ядерная боеголовка. Одно без другого бесполезно, но вместе они составляют мощное оружие. Их цель — создать второй Пёрл-Харбор.
Дэни спрыгивает с лодки, чтобы найти помощь. Утром её находят в миле от берега и отвозят в больницу. В то же время Эзра и Карлтон похищают Мейса и Кими из их квартиры и возвращают их на лодку. Они проводят ночь, связанные и с кляпом во рту с Себастьяном, и на следующее утро Карлтон угрожает убить Кими, если Мейс и Себастьян не смогут извлечь контейнеры со дна моря. Азра пытается убить Дэни в её больничной палате, но она сбегает, и начинается погоня. Тем временем Себастьян и Мейс пытаются поднять контейнеры для Карлтона. Мейс намеренно всё испортил, а Кими погибла. Себастьян и Мейс взбунтовались, Карлтон и его телохранитель погибают. Дэни обгоняет Азру, и тот убивает своего босса, чтобы снова исчезнуть. Дэни, Себастьян и Мейс встречаются. Затем устраивают похороны Кими.
Шесть месяцев спустя Себастьян и Мейс находят Сан-Кристобаль и покупают лодку.

## В ролях
- Крис Кармак — Себастьян Уайт
- Лора Вандерворт — Дэни Уайт
- Марша Томасон — Азра Тейт
- Майкл Грациадей — Мейс
- Мирси Монро — Кими Миллиган
- Одрина Пэтридж — Келси
- Аманда Киммелл — Аманда
- Парвати Шеллоу — Парвати
- Рэнд Холдрен — Эвери Ли
- Дэвид Андерс — Карлтон
- Марк Кубр — Милош

## Производство
Съёмки фильма проводились в Оаху с 12 апреля 2008 года по 1 августа 2008 года.

## Выход
19 ноября 2008 года стало известно, что фильм будет выпущен на DVD весной 2009 года. Обложка DVD была выпущена 3 декабря 2008 года, трейлер — 20 января 2009 года.

## Оценки
Сайт Rotten Tomatoes присудил фильму рейтинг 17%, основанный на отзывах 6 критиков.